# Tuff Gong
La Tuff Gong è una casa discografica giamaicana fondata nel 1970 da Bob Marley & The Wailers. Il nome dell'etichetta deriva dal soprannome di Marley, che era a sua volta un'eco di quello dato al fondatore del movimento Rastafari, Leonard Howell.

## Storia
L'etichetta è stata fondata dal gruppo reggae The Wailers, di cui faceva parte anche Bob Marley. Inizialmente ha prodotto, in collaborazione con l'etichetta Island Records, gli album di Bob Marley; successivamente ha continuato a produrre album discografici sia per giovani artisti della scena reggae giamaicana, sia per artisti più affermati come i figli di Bob, Damian e Ziggy, Capleton o Roberta Flack.
La sede dell'etichetta si trova a Kingston, in Giamaica, nella casa in cui viveva Bob Marley, che è stata trasformata in un museo dedicato al cantante, il Bob Marley Museum.
L'etichetta è distribuita dalla Universal Music attraverso la Island Records. Nel giugno 2012 è diventata il distributore ufficiale per i Caraibi di Warner Music Group, Universal Music Group e Disney Music Group.
Nel videogioco del 2008 Grand Theft Auto IV è presente una stazione radio fittizia che trasmette musica reggae, denominata Tuff Gong Radio in onore dell'etichetta.